# TOCA 2 Touring Cars
TOCA 2 Touring Cars (chiamato Touring Car Challenge negli Stati Uniti) è il secondo videogioco della serie TOCA Touring Cars, incentrato sulla British Touring Car Championship, sviluppato e pubblicato da Codemasters nel 1998 per PlayStation e Microsoft Windows.

## Automobili e piloti
- Honda Accord - James Thompson e Peter Kox
- Audi A4 - Yvan Muller e John Bintcliffe
- Vauxhall Vectra - John Cleland e Derek Warwick
- Volvo S40 - Rickard Rydell e Gianni Morbidelli
- Ford Mondeo - Will Hoy, Craig Baird e Nigel Mansell
- Nissan Primera - David Leslie e Anthony Reid
- Peugeot 406 - Tim Harvey e Paul Radisich
- Williams Renault Laguna - Alain Menu e Jason Plato

Oltre alle vetture del BTCC il gioco comprende anche:
- Ford Fiesta
- Van Diemen Formula Ford
- Lister Storm
- AC Superblower
- Grinnal Scorpion
- TVR Speed 12
- Jaguar XJ220

Ognuna di questa vettura si può scegliere il colore.

## Circuiti
- Donington Park National
- Silverstone International
- Thruxton
- Brands Hatch Indy
- Oulton Park Fostors
- Croft
- Snetterton
- Knockhill

## Circuiti Bonus
- Downtown USA
- Loch Ranoch
- Kastl, Bavaria
- Alpine Climb
- Donington Grand Prix
- Oulton Park International
- Pista Prova Short
- Pista Prova Long
- Pista Prova Oval

## Recensioni
- Playstation Power: 93%
- Official Playstation Magazine: "Il migliore rimane sempre Gran Turismo, ma qualcuno riesce quasi a portagli via il primato." 9/10
- Next Station: "Fantastico seguito di un originale sconvolgente." 92%
- Station Magazine: 95%